# Холл, Пол
Пол Энтони Холл (англ. Paul Anthony Hall; род. 3 июля 1972, Манчестер, Ланкашир) — ямайский футболист, игравший на позиции нападающего, по завершении карьеры — футбольный тренер.
В качестве игрока выступал в Премьер-лиге за «Ковентри Сити», а также в Футбольной лиге за «Торки Юнайтед», «Портсмут», Бери, «Шеффилд Юнайтед», «Вест Бромвич Альбион», «Уолсолл», «Рашден энд Даймондс», «Транмир Роверс», «Честерфилд» и «Рексем». Последние годы своей карьеры провёл в низших дивизионах в составе «Ньюпорт Каунти», «Стратфорд Таун», «Сполдинг Юнайтед» и «Мансфилд Таун». Холл родился в Манчестере, Англия, и представлял Ямайку на международном уровне, сыграв 48 матчей за сборную и забив 14 голов. Он был частью сборной на чемпионате мира по футболу 1998 года.
После завершения карьеры некоторое время тренировал команду «Тамворт», а затем перешёл в «Куинз Парк Рейнджерс» в качестве тренера юношей до 23 лет. Позже Холл стал помощником главного тренера Ямайки, а в 2021 году стал исполняющим обязанности главного тренера. После ухода Майкла Била он снова был назначен исполняющим обязанности главного тренера КПР.

## Игровая карьера
Холл начал свою карьеру в «Торки Юнайтед» и совершил свой профессиональный дебют в составе команды 9 июля 1990 года, хотя в предыдущем сезоне он уже выходил на поле за основную команду. Пол помог своей команде выйти в плей-офф, в основном играя на позиции нападающего, и провёл в общей сложности 93 матча в чемпионате, после чего 25 марта 1993 года перешёл в «Портсмут» за 70 000 фунтов стерлингов.
Холлу предстояло провести пять сезонов за «Портсмут», и после нескольких впечатляющих выступлений он получил вызов в сборную Ямайки по футболу на чемпионат мира по футболу 1998 года. После чемпионата мира Холл переехал в «Ковентри Сити», сумма трансфера составила 300 000 фунтов стерлингов. Уже спустя четыре месяца в «Ковентри» тренер команды Гордон Стракан сообщил нападающему, что тот не вписывается в его планы, но футболист решил остаться и бороться за место в составе, отказавшись от перехода в «Порт Вейл» в конце ноября 1998 года. 18 февраля 1999 года он перешёл в «Бери» на правах аренды, но снова вернулся на «Хайфилд Роуд», чтобы бороться за игровое время. Однако в следующем сезоне шансы на него были ещё меньше: 17 декабря 1999 года нападающий на правах аренды присоединился к «Шеффилд Юнайтед» (один гол в матче против «Гримсби Таун»), а 10 февраля 2000 года — к «Вест Бромвич Альбион», но ни один из этих клубов не выкупил игрока. Холл забил один гол во время своего пребывания в «Ковентри» против «Саутенд Юнайтед» в Кубке лиги.
17 марта 2000 года Холл покинул «Хайфилд Роуд», перейдя в «Уолсолл» в аренду до конца сезона, а летом присоединился к команде на постоянной основе на правах свободного агента. Он помог клубу выйти в Первый дивизион Футбольной лиги через плей-офф, но оказался не нужен тренеру Рэю Грейдону на следующий сезон 2001/2002. 10 октября 2001 года он покинул клуб, присоединившись к новичкам лиги «Рашден энд Даймондс» на правах свободного агента. Холл провёл три сезона за этот клуб, сыграв 112 матчей и забив 26 голов. В финале плей-офф третьего дивизиона Холл забил красивый сольный гол, сравняв счёт спустя 14 секунда после пропущенного мяча в матче с «Челтнем Таун» (1:3). Когда финансовые проблемы вынудили «Рашден» отказаться от нескольких игроков, ямаец подписал контракт с «Транмир Роверс», за который он сыграл 55 раз и забил 13 голов.
В сезоне 2005/2006 Холл на правах свободного агента подписал контракт с «Честерфилдом», в составе которого он был лучшим бомбардиром с 15 голами в 47 матчах лиги и кубка. 4 июня 2007 года Холл вернулся в свой бывший клуб «Уолсолл». Однако во второй период своего пребывания в клубе забил всего один гол, принесший победу на последней минуте в матче против «Хартлпул Юнайтед».
11 января 2008 года Холл и его сокомандник Дэнни Соннер присоединились к клубу второй лиги «Рексем», однако в случае Холла это было лишь арендное соглашение. Нападающий забил свой первый гол за «Рексем» 9 марта, первый гол в матче против «Честер Сити» (2:0). К несчастью для Холла, он получил травму и вернулся в «Уолсолл». В июле 2008 года Холл подписал контракт с клубом Южной Конференции «Ньюпорт Каунти». Уже в октябре 2008 года контракт Холла с «Ньюпортом» был расторгнут по обоюдному согласию. В ноябре 2008 года он присоединился к «Стратфорд Таун» из Футбольного альянса Мидленда
В июле 2010 года Холл был назначен тренером молодёжной команды «Мансфилд Таун», но покинул клуб всего два месяца спустя, когда финансовые проблемы вынудили клуб закрыть свою молодёжную команду. Впоследствии он присоединился к «Сполдинг Юнайтед» в качестве игрока и дебютировал за новый клуб 2 октября 2010 года, проиграв со счётом 3:0. 19 ноября 2010 года Холл вернулся в «Мансфилд», став помощником тренера Дункана Рассела. 30 марта 2011 года Холл был зарегистрирован в качестве игрока в связи с эпидемией травм в клубе: накануне в матче против «Кроли Таун» на скамейке запасных было только три игрока. До конца сезона он провёл три матча. Холл покинул должность ассистента главного тренера 7 июня 2011 года.

## Карьера в сборной
Хотя Холл родился и вырос в Англии, он имел право играть за Ямайку благодаря семейным связям. 29 июня он дебютировал на международном уровне в составе «Reggae Boyz» в товарищеском матче против Кубы (3:0). Впоследствии ямайский нападающий помог сборной пройти квалификацию на чемпионат мира 1998 года и выходил на поле в стартовом составе во всех трёх играх «мундиаля» против Хорватии (1:3), Аргентины (0:5) и Японии (2:1). Также Холл принял участие в успешном для себя и национальной команды Золотом кубке КОНКАКАФ 1998 года: ямаец принял участие во всех матчах своей команды, забил 2 гола Гватемале и занял на турнире 4-е место, а по итогам турнира вошёл в символическую сборную. Также он вошёл в заявку сборной на Золотой кубок КОНКАКАФ 2000 года, однако на поле не выходил. Всего Холл сыграл за Ямайку 41 игру и забил 14 голов.

## Тренерская карьера
По завершении карьеры Холл получил тренерскую лицензию УЕФА PRO. В 2009 году он работал тренером в колледже Солихалл. В ноябре 2010 года он был назначен помощником тренера клуба английской Конференции «Мансфилд Таун». Следующим опытом работы Холла был клуб Национальной конференции «Тамуэрт», где он также работал ассистентом.
В декабре 2021 года Холл был исполняющим обязанности главного тренера сборной Ямайки.
В ноябре 2022 года он был назначен исполняющим обязанности главного тренера «Куинз Парк Рейнджерс», руководя командой в единственном матче, закончившемся разгромным поражением от «Бернли» со счётом 3:0. Его сменил бывший тренер «Блэкпула» Нил Кричли.

## Достижения
«Уолсолл»
- Плей-офф второго дивизиона Футбольной лиги: 2001

Индивидуальные
- Команда года по версии PFA: Третий дивизион 2002/2003[33]

## Личная жизнь
Холл учился по специальности «спортивная журналистика» в Стаффордширском университете, который окончил в 2015 году. У Пола двое сыновей: Пол-младший (родился в 2000 году) и Кори (родился в 2002 году).